# Miltochrista takamukui
Miltochrista takamukui là một loài bướm đêm thuộc phân họ Arctiinae, họ Erebidae.